# Намфау
Намфа́у, также а́нал, пака́н на́га — тибето-бирманский язык северной группы ветви куки-чин. Число носителей в Индии — 23 200 человек (перепись 2001 года), в основном в штате Манипур по реке Чакпи, некоторое число в Мьянме, возможно также в Бангладеш. ЮНЕСКО сообщает о цифрах в 23 000 носителей.
Племя анал официально зарегистрировано в Индии. Сами они относят себя к группе нага, хотя их язык в эту группу не входит.
Выделяются два диалекта: лайзо и малшом (малсом). Ближайший родственный язык — ламганг.
Имеется письменность на основе латиницы. Носители языка в Индии, как правило, владеют также широко распространённым в Манипуре родственным аналу языком мейтхей, или собственно манипури. Уровень грамотности носителей языка составляет 74 % Согласно переписи 2001 года, на языке говорят 14 000 человек.